# 最低安全高度警告
最低安全高度警告（英語：Minimum safe altitude warning，缩写MSAW）是面向航空管制員（ATCO）的一种自动化警告系统。它是一种地面安全网，旨在当飞机接近地面或障碍物时及时警告管制员可控飛行撞地事故的风险增加。

## 描述
ICAO 4444号文件要求雷达系统应提供相关安全告警的显示，包括提供最低安全高度警告。值得一提的是，ICAO 4444号文件没有对MSAW一词定义。但航空交通管制（ATC）社区中隐约使用MSAW一词表示这种警告以及提供此告警功能的数据处理系统。